# Liste der Monuments historiques in Gardouch
Die Liste der Monuments historiques in Gardouch führt die Monuments historiques in der französischen Gemeinde Gardouch auf.

## Liste der Bauwerke
| Bezeichnung               | Beschreibung              | Standort | Kennzeichnung | Schutzstatus | Datum | Bild           |
| ------------------------- | ------------------------- | -------- | ------------- | ------------ | ----- | -------------- |
| Aquädukt                  | Erbaut 1688               | (Lage)   | PA31000025    | Inscrit      | 1998  | weitere Bilder |
| Schleuse am Canal du Midi | Erbaut im 18. Jahrhundert | (Lage)   | PA31000026    | Inscrit      | 1998  | weitere Bilder |

## Liste der Objekte
- Monuments historiques (Objekte) in Gardouch in der Base Palissy des französischen Kultusministeriums